# Gemeindeprüfungsanstalt Baden-Württemberg
Die Gemeindeprüfungsanstalt Baden-Württemberg (GPA) ist eine Anstalt des öffentlichen Rechts des Landes Baden-Württemberg mit Dienstherrenfähigkeit. Sie wurde durch Gesetz zum 1. Januar 1972 errichtet. Ihr Sitz ist Karlsruhe; darüber hinaus verfügt sie über eine Zweigstelle in Stuttgart.

## Aufgaben und Organisation
In ihrem Internetauftritt beschreibt die GPA ihre wesentlichen Aufgaben folgendermaßen:

„Die Aufgaben der GPA sind gesetzlich vorgegeben. Sie umfassen die periodisch vorgeschriebene überörtliche, d. h. landesweite allgemeine Finanzprüfung, die Prüfung der Bauausgaben sowie die Beratung der Kommunen auf Antrag, in Fragen der Organisation und Wirtschaftlichkeit der Verwaltung sowie in bautechnischen Fragen (§ 2 Abs. 1 GPAG, §§ 113 ff GemO, §§ 14 ff GemPrO).“

Organe der GPA sind der Verwaltungsrat und der Präsident. Sie untersteht der Rechtsaufsicht des Landesinnenministeriums.

## Finanzierung
Finanziert wird die GPA überwiegend durch die Gebühren für die Prüfungs- und Beratungstätigkeit sowie durch eine Umlage der prüfungspflichtigen Kommunen, nicht jedoch aus dem Landeshaushalt.

## Geschichte
2009 konnte die GPA auf 75 Jahre überörtlicher kommunaler Prüfung zurückblicken. Aus diesem Anlass gab sie eine Festschrift heraus. Vorläufer der GPA war in Baden das Gemeinderechnungprüfungsamt, das auf einem Landesgesetz vom 29. Januar 1934 beruhte. Dieses Gesetz stützte sich auf das Gleichschaltungsgesetz. In Württemberg wurde durch Gesetz vom 30. Januar 1934 die Württ. Prüfungsanstalt für Körperschaften errichtet. Dieses Gesetz stützte sich auf das Ermächtigungsgesetz.